# زبان اشاره زامبیایی
زبان اشاره زامبیایی زبان اشاره‌ای است که توسط ناشنوایان و کم شنوایان در زامبیا استفاده می‌شود.